# كلية الطب جامعة حضرموت
كلية الطب (سابقاً: كلية الطب والعلوم الصحية) بجامعة حضرموت بمدينة المكلا، عاصمة محافظة حضرموت. تم افتتاح الكلية في سبتمبر من العام 1997.

## وصلات خارجية
- الرسمي لكلية الطب بجامعة حضرموت